# Simfonia núm. 10 (Mozart)
La Simfonia núm. 10 en sol major, K. 74, és una composició de Wolfgang Amadeus Mozart acabada probablement durant el seu primer viatge a Itàlia, la primavera de 1770.
La simfonia està instrumentada per a dos oboès, dues trompes i corda. La durada és d'uns 9 minuts. La simfonia està composta seguint la forma de l'obertura italiana i consta dels següents moviments:
1. (Allegro - Andante), en compàs 4/4 - 3/8.
2. Allegro, en compàs 2/4.

En la partitura autògrafa no apareix cap indicació de tempo.
La secció de l'Andante no està escrita com un moviment independent sinó com la segona part del primer moviment, just després d'una doble barra al compàs 118.
La partitura autògrafa de l'obra, que no conté cap observació addicional de Mozart, conté l'anotació "Ouverture zur Oper Mitridate" (Obertura a l'òpera Mitridate) realitzada per la mà de Johann Anton André, la qual està ratllada a excepció de la paraula "Ouverture". Òbviament, André estava sota la impressió que aquesta peça estava originalment planejada com una obertura a l'òpera Mitridate, re di Ponto (que posseeix una obertura pròpia, diferent d'aquesta simfonia).